# Hardwired... to Self-Destruct
Hardwired... to Self-Destruct is het tiende studioalbum van de Amerikaanse metalband Metallica, dat wereldwijd werd uitgebracht door Blackened op 18 november 2016. Het album werd opgenomen van 2015 tot 2016 in productie van Greg Fidelman, James Hetfield en Lars Ulrich. Ook is dit het eerste album sinds 1984 zonder invloed van Kirk Hammett omdat hij net voor de productie zijn telefoon was verloren met opgenomen riffs.
De singles van het album, "Hardwired", "Moth Into Flame" en "Atlas, Rise!" verschenen respectievelijk op 18 augustus, 26 september en 31 oktober 2016.
Het album stond, zowel in België als in Nederland, op nummer 1 bij binnenkomst.

## Nummers op het album

### CD 1
| 1.                 | Hardwired           | Hetfield, Ulrich | 3:09 |
| 2.                 | Atlas, Rise!        | Hetfield, Ulrich | 6:31 |
| 3.                 | Now That We're Dead | Hetfield, Ulrich | 6:59 |
| 4.                 | Moth Into Flame     | Hetfield, Ulrich | 5:50 |
| 5.                 | Dream No More       | Hetfield, Ulrich | 6:29 |
| 6.                 | Halo on Fire        | Hetfield, Ulrich | 8:15 |
| Totale duur: 37:13 |                     |                  |      |

### CD 2
| 1.                 | Confusion          | Hetfield, Ulrich           | 6:41 |
| 2.                 | ManUNkind          | Hetfield, Ulrich, Trujillo | 6:55 |
| 3.                 | Here Comes Revenge | Hetfield, Ulrich           | 7:17 |
| 4.                 | Am I Savage?       | Hetfield, Ulrich           | 6:29 |
| 5.                 | Murder One         | Hetfield, Ulrich           | 5:45 |
| 6.                 | Spit Out the Bone  | Hetfield, Ulrich           | 7:09 |
| Totale duur: 40:16 |                    |                            |      |

### CD 3
De nummers 5 tot 13 werden live opgenomen tijdens Rasputin Music in Berkeley, California op 26 april 2016 omwille van Record Store Day. Nummer 14 is live opgenomen in het U.S. Bank Stadium in Minneapolis, Minnesota op 20 augustus 2016.

| 1.                 | Lords of Summer | Hetfield, Ulrich, Trujillo             | 7:10                             |
| 2.                 | Ronnie Rising Medley" - "A Light in the Black" (Rainbow cover) - "Tarot Woman" (Rainbow cover) - "Stargazer" (Rainbow cover) - "Kill the King" (Rainbow cover) | Dio, Blackmore, Powell                 | 9:03 - 0:35 - 2:13 - 1:34 - 4:41 |
| 3.                 | When a Blind Man Cries (Deep Purple cover) | Blackmore, Gillan, Glover, Lord, Paice | 4:35                             |
| 4.                 | Remember Tomorrow (Iron Maiden cover) | Harris, Di'Anno                        | 5:50                             |
| 5.                 | Helpless (Diamond Head cover, live) | Harris, Tatler                         | 3:08                             |
| 6.                 | Hit the Lights (live) | Hetfield, Ulrich                       | 4:06                             |
| 7.                 | The Four Horsemen (live) | Hetfield, Ulrich, Mustaine             | 5:19                             |
| 8.                 | Ride the Lightning (live) | Hetfield, Ulrich, Mustaine, Burton     | 6:56                             |
| 9.                 | Fade to Black (live) | Hetfield, Ulrich, Burton, Hammett      | 7:24                             |
| 10.                | Jump in the Fire (live) | Hetfield, Ulrich, Mustaine             | 5:13                             |
| 11.                | For Whom the Bell Tolls (live) | Hetfield, Ulrich, Burton               | 4:32                             |
| 12.                | Creeping Death (live) | Hetfield, Ulrich, Burton, Hammett      | 6:43                             |
| 13.                | Metal Militia (live) | Hetfield, Ulrich, Mustaine             | 6:07                             |
| 14.                | Hardwired (live) | Hetfield, Ulrich                       | 3:30                             |
| Totale duur: 79:37 | |                                        |                                  |

## Uitvoerende musici
- James Hetfield - zang, gitaar
- Kirk Hammett - leadgitaar
- Robert Trujillo - basgitaar
- Lars Ulrich - drums